# Al Caiola
Al Caiola, nato Alexander Emil Caiola (Jersey City, 7 settembre 1920 – Allendale, 9 novembre 2016), è stato un chitarrista, arrangiatore e compositore statunitense.

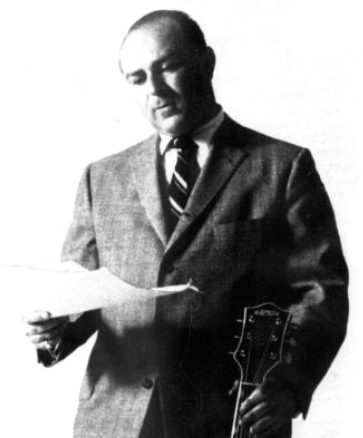

Fu uno dei più richiesti chitarristi statunitensi in sala d'incisione, come sideman, degli anni cinquanta e sessanta, affermandosi anche come esecutore a proprio nome.

## Biografia
Figlio di Emil Caiola, un barbiere del New Jersey di origine italiana, e di Genevieve Esposito, Al Caiola inizialmente voleva intraprendere la carriera di cantante, ma successivamente optò per quella di strumentista, su consiglio insistente del padre, in quanto offriva più sbocchi professionali.
Chitarrista (e banjoista) prodigio dall'età di undici anni, prese lezioni di perfezionamento dello strumento presso la Times Square Studio e pochi anni dopo, appena sedicenne, suonò con un altro chitarrista italo-americano, Tony Mottola (destinato anch'egli ad una importante carriera musicale) in un programma radiofonico per bambini.
Durante il servizio militare, suonò nella banda militare dei Marines, assieme al bandleader Bob Crosby (fratello di Bing Crosby), partecipando anche alla battaglia di Iwo Jima come barelliere.
Dopo il servizio militare, si stabilì a New York, dove dal 1946 fino alla metà degli anni cinquanta fece parte dell'orchestra della CBS.
Dal 1955 circa, si dedicò alla carriera di freelance di studio (e parallelamente a quella di solista), che lo portò a suonare con innumerevoli e famosi artisti musicali di diversi stili, dal jazz al rock, come ad esempio: Frank Sinatra, Tony Bennett, Buddy Holly, Paul Anka, Chuck Willis, Percy Faith, Perry Como, Rosemary Clooney, Petula Clark, Bobby Darin, Frankie Avalon, Connie Francis, Elvis Presley, Sarah Vaughan, Glen Campbell, Barbra Streisand, Johnny Mathis, Ben E. King, Del Shannon, John Serry Sr.  e molti altri ancora.
A suo nome pubblicò numerosi album, ottenne un notevole successo come esecutore di alcune colonne sonore: la canzone-tema del telefilm Bonanza (numero 19 nella classifica Billboard Hot 100) e quella forse più conosciuta del film I magnifici sette (numero 35 in classifica) su musica di Elmer Bernstein.
La naturale capacità del chitarrista a passare in diversi stili musicali, dal jazz degli inizi (che i puristi del genere non si sognerebbero mai di etichettarlo in questa categoria), al rock arrivando al pop, dice tutto di questo artista.

## Discografia

### Come Leader o Co-Leader
- 1956 - Deep in a Dream (Savoy Records, MG-12033) ripubblicato nel 1958 con il titolo di Everything Happens to Me: The Guitar of Al Caiola
- 1956 - Serenade in Blue (Savoy Records, MG-12057)
- 1959 - High Strung (RCA Victor Records, LPM-2031) ripubblicato nel 1962 con il titolo di The Guitar Style of Al Caiola (RCA Records, CAS-710)
- 1960 - Salute Italia! (Roulette Records, R/SR-25108) ripubblicato nel 1966 come Guitar Italian Style (Pickwick Records) e nel 1968 con il titolo di Roman Guitar (Roulette, R42008)
- 1960 - Music for Space Squirrels (Atco Records, 33-117) a nome Al Caiola's Magic Guitars
- 1960 - Guitars, Guitars, Guitars (United Artists Records, UAL/UAS 3077/6077)
- 1960 - Great Pickin' (Chancellor Records, CHL/CHLS-5008) a nome Al Caiola, Don Arnone
- 1960 - Percussion Español (Time Records, 52006/S-2006)
- 1960 - Gershwin and Guitars (Time Records, S/2010)
- 1960 - Guitars, Woodwinds & Bongos (United Artists Records, WWS8503) a nome Al Caiola and Orchestra
- 1961 - Italian Guitars (Time Records, 52023/S-2023)
- 1961 - Percussion Español, Vol. 2 (Time Records, 52026/S-2026)
- 1961 - The Theme from The Magnificent Seven and Other Favorites (United Artists Records, UAL/UAS 3133/6133) a nome Al Caiola and His Orchestra
- 1961 - Spanish Guitars (Time Records, 52039/S-2039)
- 1961 - Golden Hit Instrumentals (United Artists Records, UAL/UAS 3142/6142)
- 1961 - Hit Instrumentals from Western TV Themes (United Artists Records, UAL/UAS 3161/6161)
- 1962 - Solid Gold Guitar (United Artists Records, UAL/UAS 3180/6180)
- 1962 - Soft Guitars (Time Records, S/2052) a nome Mr. Guitar and Mr. Y
- 1962 - Midnight in Moscow (United Artists Records, UAL/UAS 31200/6200) a nome Al Caiola and His Magnificient Seven; ripubblicato nel 1965 con il titolo Have Guitar Will Travel
- 1962 - Midnight Dance Party (United Artists Records, UAL/UAS 3228/6228)
- 1962 - His Golden Guitar and the Manhattan Strings (United Artists Records, UAL/UAS 3240/6240)
- 1962 - Acapulco 1922 & the Lonely Bull (United Artists Records, UAL/UAS 3256/6256) a nome Al Caiola, Ralph Marterie
- 1963 - Paradise Village (United Artists Records, UAL/UAS 3263/6263)
- 1963 - Ciao! (United Artists Records, UAL/UAS 3276/6276)
- 1963 - Greasy Kid Stuff (United Artists Records, UAL/UAS 3287/6287) a nome Al Caiola and His Orchestra
- 1963 - Cleopatra and All That Jazz (United Artists Records, UAL/UAS 3299/6299) a nome Al Caiola and the Nile River Boys
- 1963 - City Guy Plays Country (United Artists Records, UAL/UAS 3255/6255)
- 1963 - The Best of Al Caiola (United Artists Records, UAL/UAS 3310/6310)
- 1964 - 50 Fabulous Guitar Favorites (United Artists Records, UAL/UAS 3330/6330) a nome Al Caiola and His Orchestra
- 1964 - 50 Fabulous Italian Favorites (United Artists Records, UAL/UAS 3354/6354)
- 1964 - The Magic World of Italy (Roulette Records, SR-25257) a nome The Mara Sisters, Al Caiola, Lou Monte
- 1964 - Music from the Pink Panther and Other Hits (RCA Camden Records, CAL/CAS 827) a nome Living Guitars
- 1964 - On the Trail (United Artists Records, UAL/UAS 3362/6362)
- 1964 - Tuff Guitar (United Artists Records, UAL/UAS 3389/6389)
- 1965 - Guitar for Lovers (United Artists Records, UAL/UAS 3403/6403)
- 1965 - Solid Gold Guitar Goes Hawaiian (United Artists Records, UAL/UAS 3418/6418)
- 1965 - Sounds for Spies and Private Eyes (United Artists Records, UAL/UAS 3435/6435)
- 1965 - Tuff Guitar English Style (United Artists Records, UAL/UAS 3454/6454)
- 1966 - Tuff Guitar Tijuana Style (United Artists Records, UAL/UAS 3473/6473)
- 1966 - Caiola Romantico (United Artists Records, UAL/UAS 3527/6527)
- 1966 - All Strung Out (United Artists Records, UAL/UAS 3553/6553)
- 1967 - The Return of the Seven and Other Themes (United Artists Records, UAL/UAS 3560/6560)
- 1967 - King Guitar (United Artists Records, UAL/UAS 3586/6586)
- 1967 - Warm & Mellow (Unart Records, S 21003) a nome Al Caiola His Guitar and Orchestra
- 1967 - Sound of Christmas (United Artists Records, UAL/UAS 3617/6617) a nome Al Caiola and Riz Ortolani
- 1968 - It Must Be Him (United Artists Records, UAL/UAS 3637/6637)
- 1968 - The Best of Al Caiola, Volume 2 (United Artists Records, 3655/6655)
- 1968 - The Power of Brass (United Artists Records, UAL/UAS 3666/6666)
- 1969 - Let the Sunshine In (United Artists Records, UAS 6712)
- 1971 - Bonanza Guitars (Avco Embassy Records, AVE 33019)
- 1972 - Guitar '72 (Interfusion Records, SITFL-934.292) pubblicato in Australia
- 1972 - The Loving Guitars (Murbo Records, MCS 6023)
- 1972 - Blockbuster: Movie/TV Themes (Two Worlds Records, TW 9102)
- 1972 - Music from The Godfather (RCA Camden Records, CAS-2569)
- 1973 - Theme from The ''Magnificent 7 Ride'' '73 (Avalanche Records, AV-LA058-F)
- 1973 - Ambiente (Musicdisc Records, M 70-013) pubblicato in Spagna
- 1975 - Lover's Guitars (Mad Bag Productions Records, R-BS 101) 2 LP, a nome Al Caiola His Guitar and His Orchestra
- 1976 - The World's Favorite T.V. Western Themes (Sunset Records, SLS 50360)
- 1976 - Latin Fever (Polydor Records, 2483 110)
- 1978 - Italian Gold (Bruno-Dean Enterprises, ABS 111) 2 LP
- 1982 - In a Spanish Mood (Accord Records, SJA 7920)
- 1982 - Romantic Guitar (Overseas Records, UPS-289-V)

### Singoli
- 1953 - Blim Bam Bum/Mambo Jumbo (RCA Victor Records, 47-5143)
- 1953 - Anna/Cachita (RCA Victor Records, 47-5252)
- 1953 - Pianola/The Donkey Serenade (RCA Victor Records, 47-5315)
- 1953 - Cumana/El Cumbanchero (RCA Victor Records, 47-5400)
- 1954 - Ritual Fire Dance/Martin Kane Theme (RCA Victor Records, 47-5652)
- 1954 - Steel Guitar Rag/Stardust (RCA Victor Records, 47-5949)
- 1955 - A Song of India (Mambo)/Rapid Fire (Samba) (RCA Victor Records, 47-6101)
- 1955 - Antilles/Corsage (Her First Corsage) (RCA Victor Records, 47-6404)
- 1956 - Flamenco Love/From the Heart (Regent Records, 7500)
- 1957 - Blue Angel Blues/Twoo Sweet (Coral Records, 9-61890)
- 1958 - In the Mood Cha-Cha/Wheel of Fortune (Sunbeam Records, 121)
- 1960 - The Magnificent Seven/The Lonely Rebel (United Artists Records, 261)
- 1961 - Bonanza/Bounty Hunter (United Artists Records, 302)
- 1962 - Rollerama/Stampede (United Artists Records, 400)
- 1962 - Experiment in Terror/Sergeants Three March (United Artists Records, 438)
- 1962 - Katusha/Love Is Like Champagne (United Artists Records, 499)
- 1963 - Guitar Boogie/Kalinka (United Artists Records, 545)
- 1963 - Mexicali Rose/Mexicali Rose (United Artists Records, 577)
- 1963 - Gunsmoke/Ciao (United Artists Records, 586)
- 1963 - James Bond Theme/Baby Elephant Walk (United Artists Records, 608)
- 1963 - La donna nel mondo/Redigo (United Artists Records, 646)
- 1963 - Burke's Law Theme/Smoke Signals (United Artists Records, 677)
- 1964 - From Russia to Love/Mexican Summer (United Artists Records, 711)
- 1964 - The Guns of Navarone/Theme from A Summer Place (United Artists Records, 736) non pubblicato
- 1964 - Theme of The World of the Brothers Grimm/Baby Elephant Walk (United Artists Records, 740) non pubblicato
- 1964 - On the Trail/Wheels West (United Artists Records, 747)
- 1964 - Tuff Guitar/Hound Dog (United Artists Records, 787)
- 1965 - Brash Branningan/Hunky Funky (United Artists Records, 814)
- 1965 - Gabrielle/Ring of Fire (United Artists Records, 855)
- 1965 - Forget Domani/Glory Boys (United Artists Records, 882)
- 1965 - Theme from The Trials of O'Brien/Walkin' Down the Line (United Artists Records, 932)
- 1966 - Batman Theme/Karelia (United Artists Records, 983)
- 1966 - Duel at Diablo/Sugar Me Sweet (United Artists Records, 50037)
- 1966 - Hill Country Theme/Quedate Un Rato Mas (United Artists Records, 50070)
- 1966 - Return of the Seven/The Red Patrol (United Artists Records, 50098)
- 1967 - Eight on the Lam/Sailor from Gibraltar (United Artists Records, 50159)
- 1967 - Tiny Bubbles/Stag or Drag (United Artists Records, 50214)
- 1967 - Never Pick Up a Stranger/Sleep Walk (United Artists Records, 50231)
- 1967 - Bossa Nova Noel/Holiday on Skis (United Artists Records, 50237) con Riz Ortolani
- 1968 - Here Is Where I Belong/The Sound of Music (United Artists Records, 50252)
- 1968 - Scalphunter's Theme/Theme for November (United Artists Records, 50288)
- 1969 - The High Chaparral/Master Jack (United Artists Records, 50471)
- 1969 - Infinity Blue/Soul American (United Artists Records, 50519)
- 1969 - Stiletto/Guitar Woman (United Artists Records, 50571)
- 1973 - And I Love You So/Live and Let Die (Avalanche Records, XW290)